# Un Othello
Een Othello (Un Othello) is een schilderij van de Duitse kunstschilder Lovis Corinth, gemaakt in 1884, 78 × 58,5 centimeter groot. Het is een portret van een Afrikaanse arbeider die de kunstenaar die zomer in het vizier had gekregen in de haven van Antwerpen. Het schilderij bevindt zich thans in privécollectie.

## Context
In de zomer van 1884 verbleef Corinth drie maanden lang in Antwerpen en studeerde daar bij Paul Gorge. In het atelier van Gorge schilderde hij vier werken, waaronder het hier besproken Un Othello, een portret van een donkere Afrikaanse man die hij in de haven aan het werk had gezien. Waarschijnlijk was het een havenarbeider of een matroos, denkelijk afkomstig uit Belgisch-Congo, te werk gesteld vanwege zijn fysieke kracht en groot werkvermogen.
Hoewel in de laatste weken vergezeld door zijn vader, bewaarde Corinth, getuige zijn latere autobiografie, geen goede herinneringen aan zijn verblijf in Antwerpen. Hij vond de stad "voor een Pruis" te weinig ordelijk en concludeerde dat de grote dagen van de Belgische schilderkunst voorbij waren.

## Afbeelding
De titel van het hier besproken schilderij, Un Othello, staat geschreven rechtsboven in het schilderij. De zinspeling met de titel Un Othello op de Moor van Venetië in William Shakespeares gelijknamige drama lijkt geen diepere betekenis te hebben dan een toevallige associatie van de kunstenaar. Op het eerste gezicht betreft het een redelijk conventioneel portret van een donkere man, hetgeen voor die tijd redelijk uitzonderlijk was. De man is dicht op de lijst geschilderd, de torso is licht naar links gedraaid, waarmee een gevoel van nabijheid wordt gecreëerd. Onderscheidend is de grote expressiviteit waarmee het werk geschilderd is, met veel dynamiek, uitgewerkt in kenmerkende brede energieke penseelstreken. Die werkwijze is met name ook terug te zien in het grof geschilderde losse wollen hemd van de man, rood-wit gestreept, dat afsteekt tegen een egale grijsgroene achtergrond. De donker kleurtonen lopen in elkaar over. In zekere zin is het werk te zien als een karakterstudie. De afgebeelde figuur straalt een grote kracht uit, maar roept tegelijkertijd sympathie op. Zijn ogen zijn enigszins afgewend waardoor,zijn blik een melancholieke uitdrukking heeft.
Tijdens zijn verblijf in Antwerpen bestudeerde Corinth het werk van Peter Paul Rubens en Jacob Jordaens. De invloed van deze schilders weerspiegelt zich met name in een toenemend coloriet in zijn eigen schilderijen. Zijn werkwijze en techniek doen echter eerder denken aan Frans Hals, hoewel onduidelijk is of Corinth toentertijd al werk van de deze had gezien. De losse penseelvoering loopt hoe dan ook vooruit op zijn latere, vooral door het impressionisme beïnvloedde werken.

## Restitutie

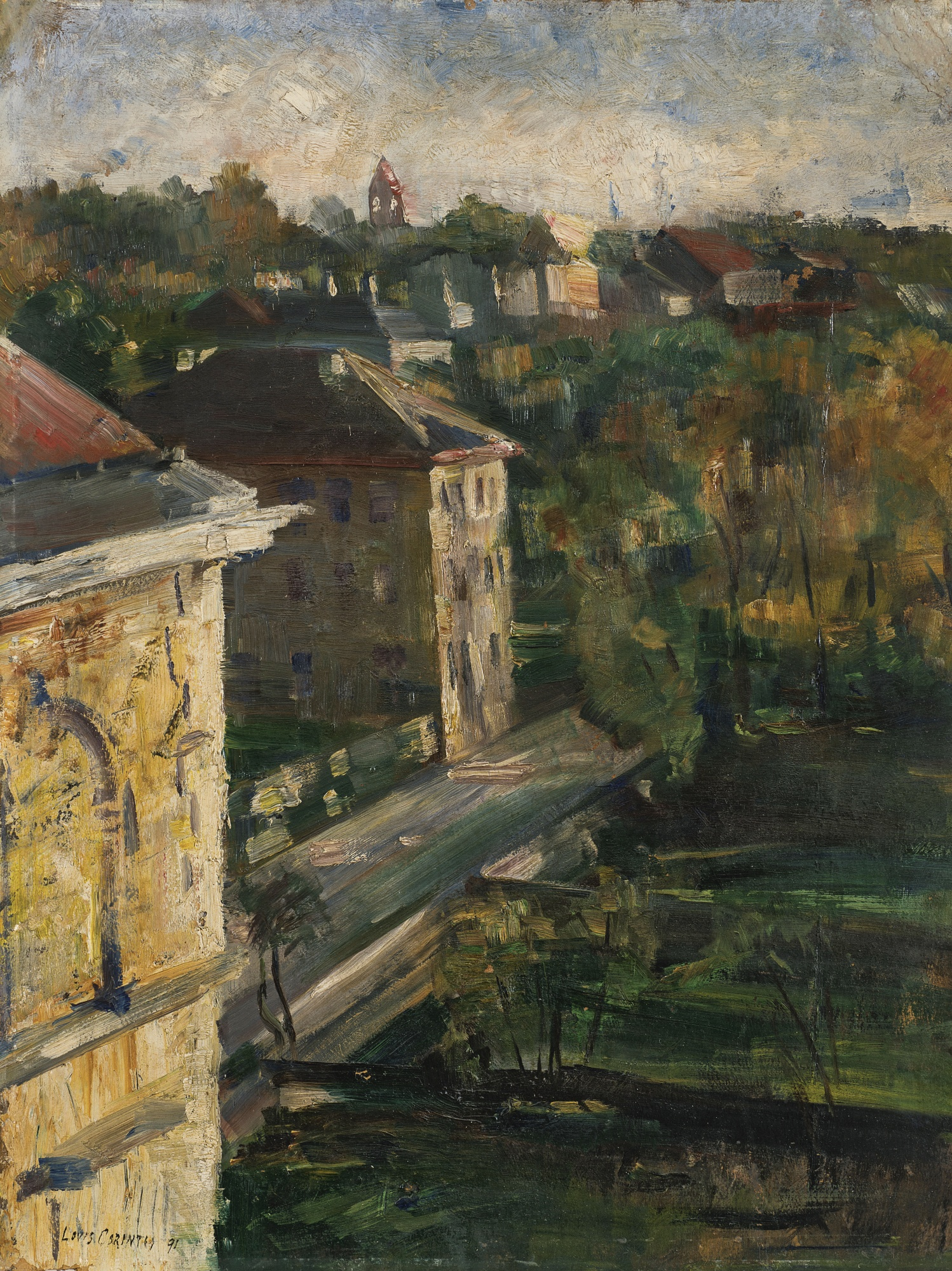
Blick aus dem Atelier München-Schwabing (1891), eveneens in 2015 gerestitueerd als nazi-roofkunst.

Un Othello werd in 1953 door het Lentos Kunstmuseum te Linz aangekocht bij de Berlijnse kunsthandelaar en galeriehouder Wolfgang Gurlitt, van wie zelf niet bekend is hoe hij het werk had verworven. Na uitgebreid onderzoek in opdracht van de gemeente Linz werd het werk in 2015 (samen met Corinths Blick aus dem Atelier München-Schwabing en een werk van Emil Nolde) als naziroofkunst gerestitueerd aan de erven van de Berlijns-Joodse koopman en kunstverzamelaar Jean Baer en zijn vrouw Ida. Jean Baer overleed in 1930 en zijn vrouw Ida kwam in 1942 om in het concentratiekamp Theresienstadt. De kunstverzameling van haar man was in 1939 door de nazi's onteigend.
In 2015 werd Un Othello voor 353.000 pond sterling (ruim 450.000 euro) verkocht aan een particuliere verzamelaar, waarmee het zich niet meer in publieke collectie bevindt.